# グレナダバト
グレナダバト（Leptotila wellsi）は、ハト目ハト科に分類される鳥類。

## 分布
グレナダ（グレナダ島）固有種

## 形態
全長28-31cm。上面は赤褐色や緑褐色で被われる。額はピンク色、頭頂は灰色、後頸は褐色の羽毛で被われる。喉は白、胸部は淡黄色の羽毛で被われる。
眼の周囲には羽毛が無く、赤い皮膚が露出する。嘴の色彩は黒い。後肢の色彩は赤い。

## 生態
標高150m以下にある灌木林に生息する。

## 人間との関係
グレナダの国鳥に指定されている。
開発による生息地の破壊、人為的に移入されたマングースによる捕食などにより生息数は激減している。1997年に生息地が国立公園に指定されている。1992年における生息数は約75羽と推定されている。